# 바르토시 베레신스키
바르토시 베레신스키(폴란드어: Bartosz Bereszyński, 1992년 7월 12일 ~ )는 폴란드의 축구 선수이다. 포지션은 라이트 백이며 현재 이탈리아 세리에 A의 엠폴리에서 활동하고 있다.

## 클럽 경력
TPS 비노그라디 포즈난, 포즈나니아크 포즈난, 바르타 포즈난, 레흐 포즈난 청소년 클럽에서 활약했다. 2009년부터 2013년까지 레흐 포즈난 소속으로 뛰었고 2013년부터 2017년까지 레흐 포즈난 소속으로 뛰었다. 2017년 1월에는 이탈리아 세리에 A의 UC 삼프도리아로 이적했다.
2013-14 UEFA 유로파리그 조별 예선 마지막 경기에서 퇴장을 당하여 유럽 축구 연맹(UEFA) 주관 대회 3경기 출전 정지 처분을 받았지만 징계가 끝나지 않은 상황에서 셀틱과의 2014-15 UEFA 챔피언스리그 3차 예선 1차전 경기에서 후반전 41분에 교체 출전했다. 레기아 바르샤바는 원래 셀틱과의 3차 예선 경기에서 합계 6-1 승리(1차전 2-0 승리, 2차전 4-1 승리)를 기록했지만 UEFA의 징계 조치에 따라 셀틱이 합계 4-4 동점 상황에서 원정 다득점 원칙에 따라 플레이오프에 진출하게 되었다.

## 국가대표 경력
2013년 6월 4일에 열린 리히텐슈타인과의 친선 경기를 통해 폴란드 축구 국가대표팀 선수로 데뷔했으며 2018년 FIFA 월드컵에 참가했다.